# سامسونگ گلکسی تب اس۵ئی
سامسونگ گلکسی تب اس۵ئی (به انگلیسی: Samsung Galaxy Tab S5e) یک تبلت مبتنی بر اندروید است که توسط سامسونگ الکترونیکس طراحی، توسعه و به بازار عرضه شده‌است. این تبلت در ۱۵ فوریه ۲۰۱۹ معرفی و در ۲۶ آوریل ۲۰۱۹ روانهٔ بازار شد.

## مشخصات

### سخت‌افزار
سامسونگ گلکسی تب اس۵ئی با فریم کناری و قاب پشتی آلومینیومی ساخته شده‌است. این تبلت در رنگ‌های مشکی، طلایی و نقره‌ای موجود است. گلکسی تب اس۵ئی همچنین دارای بلندگوهای استریو با تنظیم AKG و یک درگاه یواس‌بی-سی است که برای شارژ و اتصال سایر لوازم جانبی استفاده می‌شود.
سامسونگ گلکسی تب اس۵ئی از سیستم روی تراشه کوالکام اسنپ‌دراگون ۶۷۰ با ۴ یا ۶ گیگابایت رم و ۶۴ گیگابایت و ۱۲۸ گیگابایت حافظه داخلی غیرقابل ارتقاء از نوع eMMC 5.1 بهره می‌برد.

#### باتری
سامسونگ گلکسی تب اس۵ئی دارای باتری ۷۰۴۰ میلی‌آمپر ساعتی است و قابلیت شارژ سریع تا ۱۸ وات را دارد. در جعبه این تبلت شارژر ۱۵ واتی قرار دارد.

#### نمایشگر
سامسونگ گلکسی تب اس۵ئی دارای نمایشگر ۱۰٫۵ اینچی سوپر امولد با رزولوشن ۲۵۶۰ در ۱۶۰۰ پیکسل است. نمایشگر این تبلت دارای نسبت تصویر ۱۶:۱۰ است.

#### دوربین
سامسونگ گلکسی تب اس۵ئی در پشت از یک دوربین تکی بهره می‌برد که لنز عریض ۲۶ میلی‌متری f/2.0 با حسگر ۱۳ مگاپیکسلی می‌باشد. برای دوربین سلفی این تبلت نیز از حسگر ۸ مگاپیکسلی استفاده شده‌است. سامسونگ گلکسی تب اس۵ئی همچنین قابلیت فیلم‌برداری 4K با نرخ ۳۰ فریم بر ثانیه را دارد.

### نرم‌افزار
سامسونگ گلکسی تب اس۵ئی با سیستم‌عامل اندروید پای و رابط‌کاربری وان یوآی ۱٫۱ عرضه شد و تا اندروید ۱۱ و وان یوآی ۳٫۱ به‌روزرسانی شد.